# Grondbewerking

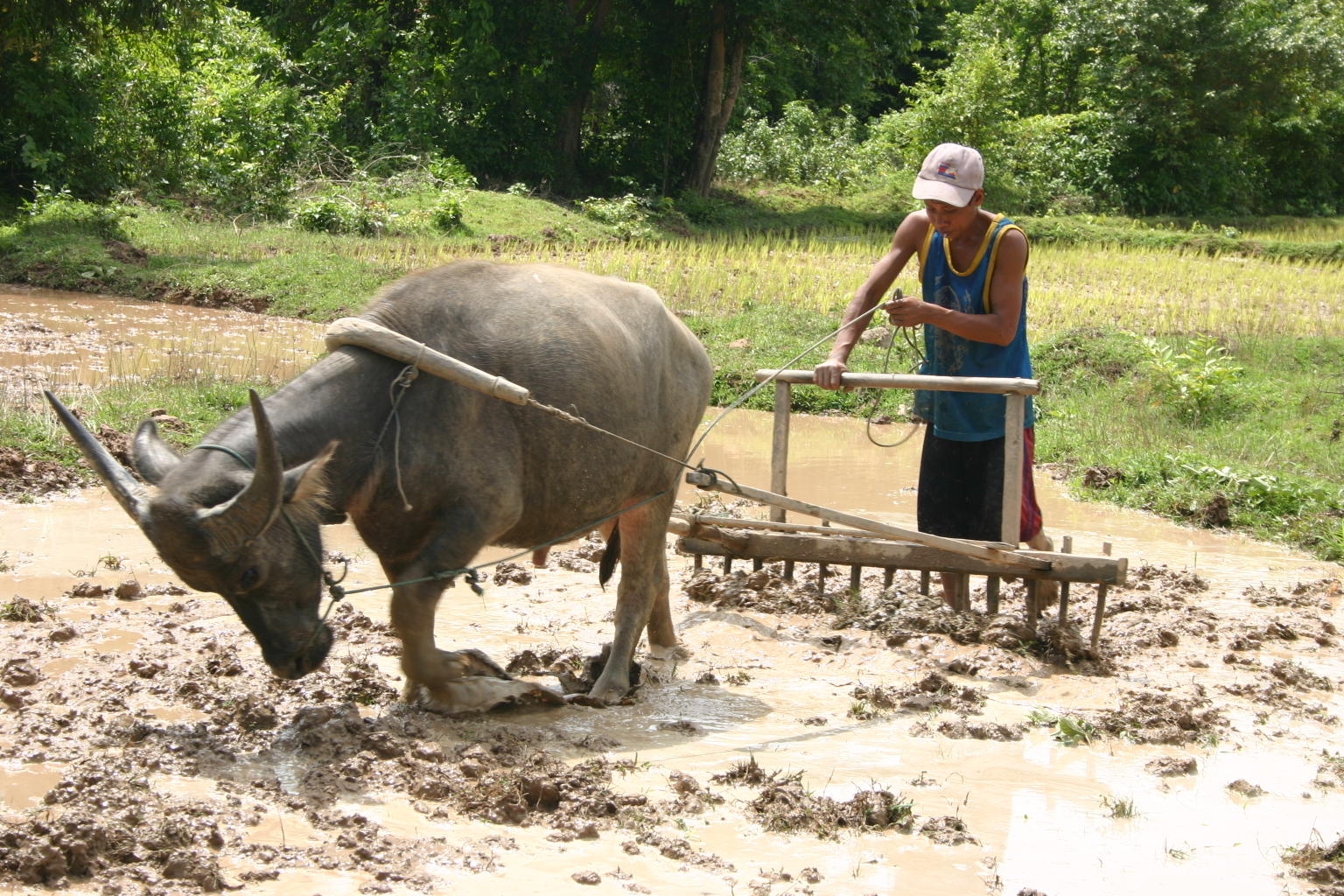
Traditionele grondbewerking in Laos

Grondbewerking of bodembewerking is het prepareren van het zaaibed of pootbed van een akker om cultuurgewassen te verbouwen. Grondbewerking moet bijdragen aan een goede bodemkwaliteit die de opbrengst en kwaliteit van de gewassen vergroot. De bodemkwaliteit is mede afhankelijk van de bodemvruchtbaarheid en de bodemstructuur. Grondbewerking wordt wel uitgevoerd door boeren op hun eigen land, maar ook door loonbedrijven.
De gewasresten van de laatste oogst, groenbemesting en onkruid worden door biologische afbraak (mineralisatie) omgevormd tot organische stof. Dit levert voedingsstoffen zoals stikstofverbindingen, fosfaat en zwavelverbindingen. Door grondbewerking wordt de afbraak bevorderd, wat vooral van belang is bij zandgronden die voor hun voedingsstoffen sterk afhankelijk zijn van organische stof.
Daarnaast draagt grondbewerking bij aan het poriënvolume, wat nodig is voor het water- en luchttransport en voor goede wortelvorming. 
De intensiteit van de grondbewerking is afhankelijk van bodemtype, vochtgehalte, bodemkwaliteit en seizoen.

## Hoofdbewerkingen
Hoofdbewerkingen zijn ploegen, spitten en woelen. Met een ploeg wordt de bouwvoor gekeerd en worden plantenresten ondergewerkt, waarna de mineralisering begint. Aangezien de bouwvoor open ligt, kan deze gedurende de winter verweren.
Ondiep ploegen heeft voordelen, aangezien er hoog in de grond meer zuurstof is, wat de afbraak bevordert. De grotere hoeveelheid organische stof verbetert het vochtvasthoudende vermogen van de grond.
Een alternatief voor de ploeg is de spitmachine die de bouwvoor niet in zijn geheel keert, maar mengt. Ook een cultivator kan hiervoor worden gebruikt.
Een woeler wordt wel toegepast als de bodem onder de bouwvoor verdicht is, waardoor de wortelgroei en waterafvoer belemmerd is. Dit heeft echter het risico dat de gangen van wormen en de wortelkanalen juist verdichten. Normaal gesproken is het dan ook gunstiger om de minder grond minder diep te bewerken. Gronden met een slechte aggregaatstabiliteit zullen echter sneller verdichten en verslempen, waarbij de fijnere deeltjes de poriën verstoppen, zodat deze toch dieper bewerkt moeten worden. Woelen wordt wel als hoofdbewerking gebruikt bij erosiegevoelige gronden.

## Secundaire bewerkingen
Als het droog is in het najaar kan de grond geëgaliseerd, verkruimeld en aangedrukt worden. Hiervoor kan een gladde rol of een cambridgerol worden gebruikt. Egaliseren en grond losmaken kan met een eg, die ook voor stoppelbewerking kunnen worden gebruikt. Met een vorenpakker kan de grond worden aangedrukt in dezelfde werkgang met een ploeg of cultivator.
Tijdens deze periode kan bij vroeg geoogste gewassen ook een groenbemester worden ingezaaid, wat mede kan bijdragen aan de onkruidbestrijding. Door het combineren van werktuigen kunnen grondbewerkingen in een werkgang gecombineerd worden met de zaaibedbereiding.
Ontwatering is van belang om zuurstoftekort te voorkomen waardoor wortels af zouden sterven.

## Niet-kerende grondbewerking
Niet-kerende grondbewerking (NKG) is in de natuurinclusieve landbouw een reeks van manieren om de grond te bewerken door de bodemstructuur en het bodemleven zo min mogelijk te schaden en verstoren. Hierbij wordt meer gebruik gemaakt van gewasrotatie en wordt er niet diep of helemaal niet geploegd, maar het openwerken van de toplaag na perioden van droogte of oppervlakkig gebruik van groenbemesters kan wel nodig zijn. Minder diep of niet ploegen heeft als bijkomend voordeel dat de grond minder bereden wordt door (zware) landbouwvoertuigen, waarmee het risico op bodemverdichting afneemt en de bodem een goede capaciteit voor waterinfiltratie en CO2-opslag behoudt.